# 滋賀県立短期大学
滋賀県立短期大学（しがけんりつたんきだいがく、英語: Shiga Prefectural College）は、滋賀県彦根市八坂町1900に本部を置いていた日本の公立短期大学である。1950年に設置された。大学の略称は県短。

## 概要

### 大学全体
- 滋賀県彦根市及び草津市[注 2]に所在した日本の公立短期大学で、設置主体は滋賀県[注 3]。
- 国内で最初に認可された短期大学149校[注 4]の1校として、1950年に2学科体制で開学した[注 5]。
- のちに学科の増設により11学科体制のち10学科体制になっており、キャンパスが2か所に分かれていた。1995年度入学生より看護学科のみの1学科と大幅に縮小された[注 6]。
- 2002年度の入学生を最後に[注釈 3]、2005年に短期大学としての使命を終える[注釈 4]。

### 教育および研究
- 学科を参照のこと。

### 学風および特色
- 滋賀県立短期大学は家政・工業・看護・農業のほか幼児教育といった多彩な教育を行っていた短大である。
- 10学科と1学科2専攻は、当時全国の公立短大では最大の学科数を誇っていた。

## 沿革
- 1944年
  - 官立彦根工業専門学校（旧制専門学校）および滋賀県立彦根高等女学校専攻科（高等女学校）を設置。
- 1947年
  - 官立彦根工業専門学校が滋賀県に移管し、滋賀県立彦根工業専門学校となる。滋賀県立彦根高等女学校専攻科を滋賀県立女子専門学校（旧制専門学校）に改組。
- 1949年
  - 9月24日 左記をもって、翌年度より「彦根市内に工業および学芸の総合短期大学」および「草津市に農業短期大学[注 7]」を設置する旨を滋賀県議会において議決される[14]
  - 10月 文部省[注釈 5]に短期大学[注 8]の設置認可に関する申請を行う[注 9]。なお、学科・専攻は以下の通りとなっている[注 10]。
    - 機械工学科 入学定員40名
    - 建築学科 入学定員40名
    - 工業化学科 入学定員40名
    - 繊維工学科 入学定員40名
    - 人文学科 入学定員40名
    - 社会学科 入学定員40名
    - 理学科 入学定員40 名
    - 家政学科 入学定員80名
- 1950年
  - 3月14日 左記を以て短期大学の設置が文部省[注釈 5]より認可される[注 11]。
  - 4月1日 左記を以て滋賀県立短期大学が以下の学科体制にて開学[注 12]。
    - 機械工学科 入学定員40名→工業科[注釈 6]機械紡績専攻 入学定員40名
    - 建築学科 入学定員40名→同[注釈 6]建築専攻 入学定員40名
    - 工業化学科 入学定員40名→同[注釈 6]化学色染専攻 入学定員40名
    - 繊維工学科 入学定員40名→不認可
    - 人文学科 入学定員40名→学芸科[注釈 7]文学専攻 入学定員60名
    - 家政学科 入学定員80名→同[注釈 7]家政専攻 入学定員80名
    - 社会学科 入学定員40名→不認可
    - 理学科 入学定員40 名→不認可
- 1951年
  - 4月1日 以下学科の改組あり[注 13]。

改組
- 工業科
  - 化学色染専攻→化学染織科 入学定員40 名
  - 機械紡績専攻→機械紡績科 入学定員40 名
  - 建築専攻→建築科 入学定員40 名
- 学芸科
  - 家政専攻→家政科 入学定員80名
  - 文学専攻→文科 入学定員60名
- 1952年
  - 4月1日 以下、入学定員減あり[注 14]。
    - 文科 60→40
    - 家政科 80→60
- 1954年
  - 5月1日 学生数[29]/定員
    - 化学染織科 87[注釈 8]/120
    - 機械紡績科 103[注釈 9]/120
    - 建築科 103[注釈 10]/120
    - 家政科 121[注釈 11]/120
- 1956年
  - 4月1日 以下の学科を増設する[注 15]。
    - 農業科 入学定員40名[注 16]。
- 1957年
  - 4月1日 この年度の入学生より以下の学科について修業年限を2年制に短縮[注 17]。
    - 化学染織科
    - 機械紡績科
    - 建築科
    - 農業科[注 18]
- 1958年
  - 4月1日
    - 以下の学科を増設する[注 19]。
      - 農業経済科 入学定員30名
      - 保育科 入学定員40名

    - 以下、入学定員減あり。
      - 農業科 60→50
      - 家政科 60→50

  - 5月1日 学生数[35]/定員
    - 化学染織科 63[注釈 9]/120[注釈 12]
    - 機械紡績科 68[注釈 9]/120[注釈 12]
    - 建築科 71[注釈 10]/120[注釈 12]
    - 家政科 106[注釈 11]/110
    - 保育科 38[注釈 11]/40
    - 農業科 76[注釈 13]/150[注釈 12]
    - 農業経済科 50[注釈 13]/30
- 1959年
  - 5月1日 学生数[36]/定員
    - 化学染織科 77[注釈 9]/80
    - 機械紡績科 72[注釈 9]/80
    - 建築科 66[注釈 13]/80
    - 家政科 126[注釈 11]/100
    - 保育科 82[注釈 11]/80
    - 農業科 86[注釈 13]/100　
    - 農業経済科 64[注釈 8]/60
- 1960年
  - 4月1日 以下の学科を増設する[37]。
    - 農業土木科 入学定員20名[注 20]

  - 5月1日 学生数[38]/定員
    - 化学染織科 77[注釈 9]/80
    - 機械紡績科 84[注釈 9]/80
    - 建築科 78[注釈 8]/80　
    - 家政科 129[注釈 11]/100
    - 保育科 83[注釈 11]/80
    - 農業科 65[注釈 9]/90
    - 農業経済科 54[注釈 9]/60
    - 農業土木科 ？[注釈 14]/20
- 1961年
  - 5月1日 学生数[39]/定員
    - 化学染織科 78[注釈 8]/80
    - 機械紡績科 86[注釈 9]/80
    - 建築科 83[注釈 15]/80
    - 家政科 130[注釈 11]/100
    - 保育科 83[注釈 11]/80
    - 農業科 79[注釈 13]/80
    - 農業経済科 66[注釈 13]/60
    - 農業土木科 43[注釈 9]/40
- 1963年
  - 4月1日 以下、学科名の改称あり[40]。
    - 機械紡績科→機械科
    - 化学染色科→工業化学科
- 1964年
  - 4月1日 以下の学科を増設する[41]。
    - 食物科 入学定員30名[注 21]

  - 5月1日 学生数[43]/定員
    - 工業化学科 77[注釈 16]/80　
    - 機械科 79[注釈 9]/80
    - 建築科 77[注釈 17]/80
    - 農業科 76[注釈 10]/80
    - 農業経済科 53[注釈 10]/60
    - 農業土木科 45[注釈 13]/40
    - 家政科 104[注釈 11]/80
    - 食物科 ？[注釈 14]/30
    - 保育科 88[注釈 11]/80
- 1965年
  - 5月1日 学生数[44]/定員
    - 工業化学科 83[注釈 18]/80
    - 機械科 81[注釈 9]/80
    - 建築科 79[注釈 18]/80
    - 農業科 51[注釈 8]/80
    - 農業経済科 49[注釈 9]/60
    - 農業土木科 54[注釈 9]40
    - 家政科 74[注釈 11]/60
    - 食物科 74[注釈 11]/60
    - 保育科 94[注釈 11]/80
- 1966年
  - 4月1日 以下、入学定員増あり[45]。
    - 家政科 30→40
    - 食物科 30→50

  - 5月1日 学生数[46]/定員
    - 工業化学科 85[注釈 17]/80
    - 機械科 85[注釈 9]/80
    - 建築科 88[注釈 19]/80　
    - 農業科 82[注釈 15]/80　
    - 農業経済科 72[注釈 15]/60
    - 農業土木科 50[注釈 9]/40
    - 家政科 82[注釈 11]/70
    - 食物科 88[注釈 11]/80
    - 保育科 94[注釈 11]/90
- 1967年
  - 4月1日 保育科の入学定員を40→50に増員[注 22]。
  - 5月1日 学生数[49]/定員
    - 工業化学科 82[注釈 20]/80　
    - 機械科 82[注釈 9]/80
    - 建築科 85[注釈 19]/80
    - 農業科 82[注釈 21]/80
    - 農業経済科 69[注釈 18]/60
    - 農業土木科 42[注釈 9]/40
    - 家政科 81[注釈 11]/80
    - 食物科 99[注釈 11]/100
    - 保育科 91[注釈 11]/90
- 1968年
  - 4月1日 家政科の入学定員を40→80に増員し、なおかつ以下の課程を設置する[50]。
    - 家政専攻 入学定員40名
    - 被服専攻 入学定員40名

  - 5月1日 学生数[51]/定員
    - 工業化学科 90[注釈 15]/80
    - 機械科 81[注釈 9]/80
    - 建築科 82[注釈 19]/80　
    - 農業科 84[注 23]/80
    - 農業経済科 41[注釈 9]/60
    - 農業土木科 61[注釈 16]/40
    - 家政科 119[注釈 11]/120
    - 食物科 99[注釈 11]/100
    - 保育科 99[注釈 11]/100
- 1970年
  - 4月1日 以下、学科名の変更が行われる[52]。
    - 機械科→機械工学科
    - 建築科→建築学科
    - 家政科→家政学科
    - 食物科→食物学科
    - 保育科→幼児教育学科
    - 農業科→農学科
    - 農業土木科→農業土木学科
    - 農業経済科→農業経済学科

  - 5月1日 学生数[53]/定員
    - 工業化学科 81[注釈 22]/80
    - 機械工学科 78[注釈 9]/80
    - 建築学科 70[注釈 15]/80
    - 農学科 85[注釈 21]/80
    - 農業経済学科 64[注釈 23]/60　
    - 農業土木学科 42[注釈 9]/40
    - 家政学科 163[注釈 11]/160
    - 食物学科 98[注釈 11]/100
    - 幼児教育学科 97[注釈 11]/100
- 1971年
  - 4月1日 以下の学科を増設する[54]。
    - 看護学科[注 24]入学定員40名

  - 5月1日 学生数[55]/定員
    - 工業化学科 84[注 25]/80
    - 機械工学科 84[注釈 9]/80
    - 建築学科 82[注釈 16]/80
    - 看護学科 ?[注釈 14]/40
    - 農学科 86[注釈 24]/80　
    - 農業経済学科 60[注釈 23]/60
    - 農業土木学科 44[注釈 9]/40
    - 家政学科 163[注釈 11]/160
    - 食物学科 98[注釈 11]/100
    - 幼児教育学科 97[注釈 11]/100

  - 5月1日 学生数[56]/定員
    - 工業化学科 83[注 26]/80
    - 機械工学科 76[注釈 9]/80
    - 建築学科 85[注釈 20]/80
    - 看護学科 79[注釈 11]/80
    - 農学科 85[注 27]/80
    - 農業経済学科 60[注釈 25]/60　
    - 農業土木学科 39[注釈 13]/40
    - 家政学科 
      - 被服専攻 84[注釈 11]/80
      - 家政専攻 84[注釈 11]/80

    - 食物学科 98[注釈 11]/100
    - 幼児教育学科 97[注釈 11]/100
- 1974年
  - 4月1日 農業土木学科の入学定員を20→30に増員[注 28]。
- 1975年
  - 5月1日 学生数[59]/定員
    - 工業化学科 81[注 29]/80
    - 機械工学科 78[注釈 16]/80
    - 建築学科 84[注釈 26]/80　
    - 看護学科 81[注釈 11]/80
    - 農学科 85[注釈 24]/80
    - 農業経済学科 66[注釈 22]/60
    - 農業土木学科 50[注釈 9]/60
    - 家政学科 159[注釈 11]/160
    - 食物学科 96[注釈 11]/100
    - 幼児教育学科 99[注釈 11]/100
- 1985年
  - 5月1日 学生数[60]/定員
    - 工業化学科 89[注 30]/80
    - 機械工学科 81[注釈 21]/80
    - 建築学科 82[注 31]/80
    - 看護学科 83[注釈 11]/80
    - 農学科 86[注 32]/80
    - 農業経済学科 61[注釈 26]/60
    - 農業土木学科 63[注釈 8]/60
    - 家政学科 162[注釈 11]/160
    - 食物学科 100[注釈 11]/100
    - 幼児教育学科 100[注釈 11]/100
- 1986年
  - 5月1日 学生数[61]/定員
    - 工業化学科 84[注 33]/80
    - 機械工学科 84[注釈 19]/80
    - 建築学科 80[注釈 27]/80
    - 看護学科 80[注釈 11]/80
    - 農学科 85[注釈 27]/80
    - 農業経済学科 65[注 34]/60
    - 農業土木学科 60[注釈 8]/60
    - 家政学科 168[注釈 11]/160
    - 食物学科 99[注釈 11]/100
    - 幼児教育学科 99[注釈 11]/100
- 1987年
  - 5月1日 学生数[62]/定員
    - 工業化学科 82[注釈 28]/80　
    - 機械工学科 87[注釈 25]/80
    - 建築学科 89[注 35]/80
    - 看護学科 80[注釈 11]/80
    - 農学科 84[注 36]/80
    - 農業経済学科 63[注 37]/60
    - 農業土木学科 58[注釈 8]/60
    - 家政学科 173[注釈 11]/160
    - 食物学科 103[注釈 11]/100
    - 幼児教育学科 103[注釈 11]/100
- 1988年
  - 4月1日 以下の学科を増設する[注 38]。
    - 第一看護学科[注 39]

  - 5月1日 学生数[70]/定員
    - 工業化学科 80[注釈 29]/80
    - 機械工学科 88[注釈 22]/80
    - 建築学科 94[注 40]/80
    - 第一看護学科 40[注釈 11]/40
    - 第二看護学科 80[注釈 11]/80[注 41]
    - 農学科 84[注釈 30]/80
    - 農業経済学科 66[注 42]/60
    - 農業土木学科 62[注 43]/60
    - 家政学科 172[注釈 11]/160
    - 食物学科 105[注釈 11]/100
    - 幼児教育学科 104[注釈 11]/100
- 1989年
  - 5月1日 学生数[71]/定員
    - 工業化学科 82[注釈 29]/80
    - 機械工学科 81[注釈 17]/80
    - 建築学科 83[注 44]/80
    - 第一看護学科 80[注釈 11]/80
    - 第二看護学科 41[注釈 11]/40
    - 農学科 81[注釈 31]/80　
    - 農業経済学科 69[注 45]/60
    - 農業土木学科 58[注釈 21]/60
    - 家政学科 177[注釈 11]/160
    - 食物学科 107[注釈 11]/100
    - 幼児教育学科 102[注釈 11]/100
- 1990年
  - 4月1日 第一看護学科を看護学科に改称[注 46]。
  - 幼児教育学科に初めて男子が入学している。
  - 5月1日 学生数[74]/定員
    - 工業化学科 90[注釈 32]/80
    - 機械工学科 89[注釈 25]/80
    - 建築学科 81[注釈 29]/80
    - 看護学科 121[注釈 11]/120
    - 農学科 83[注釈 33]/80　
    - 農業経済学科 64[注釈 28]/60
    - 農業土木学科 57[注釈 22]/60
    - 家政学科 173[注釈 11]/160
    - 食物学科 104[注釈 11]/100
    - 幼児教育学科 105[注釈 34]/100
- 1992年
  - 5月1日 学生数[注 47]/定員
    - 工業化学科 83[注釈 30]/80　
    - 機械工学科 80[注釈 22]/80
    - 建築学科 84[注釈 33]/80
    - 看護学科 122[注釈 11]/120
    - 農学科 83[注 48]/80
    - 農業経済学科 67[注 49]/60
    - 農業土木学科 61[注 50]/60
    - 家政学科 168[注釈 11]/160
    - 食物学科 104[注釈 11]/100
    - 幼児教育学科 103[注釈 34]/100
- 1994年
  - 4月1日 以下の学科については、この年度で学生募集を最終とする[注 51]。
    - 工業化学科[注釈 35]
    - 機械工学科[注釈 35]
    - 建築学科[注釈 35]
    - 農学科[注釈 35]
    - 農業経済学科[注釈 35]
    - 農業土木学科[注釈 35]
    - 家政学科[注釈 35]
    - 食物学科[注釈 35]
    - 幼児教育学科[注釈 35]

  - 看護学科に初めて男子学生が入学している。
  - 5月1日 学生数[80]/定員
    - 工業化学科 82[注釈 31]/80
    - 機械工学科 91[注 52]/80
    - 建築学科 97[注釈 32]/80
    - 看護学科 122[注釈 34]/120
    - 農学科 90[注 53]/80
    - 農業経済学科 60[注釈 32]/60
    - 農業土木学科 57[注釈 32]/60
    - 家政学科 162[注釈 11]/160
    - 食物学科 99[注釈 11]/100
    - 幼児教育学科 100[注 54]/100
- 1995年
  - 5月1日 学生数[81]/定員
    - 工業化学科 42[注釈 36]/40
    - 機械工学科 46[注釈 15]/40
    - 建築学科 42[注釈 36]/40
    - 看護学科 149[注 55]/120
    - 農学科 45[注 56]/20
    - 農業経済学科 31[注釈 26]/30
    - 農業土木学科 27[注釈 22]/30
    - 家政学科 79[注釈 11]/80
    - 食物学科 50[注釈 11]/50
    - 幼児教育学科 50[注釈 11]/50
- 1999年
  - 5月1日 学生数[82]/定員
    - 看護学科 128[注 57]/120
- 2002年
  - 4月1日 この年度で短期大学としての学生募集を最終とする[注釈 3]。
- 2005年
  - 4月26日 左記をもって正式に廃止となる[注釈 4]。

## 基礎データ

### 所在地
- 彦根キャンパス（滋賀県彦根市八坂町1900[注釈 1]）
- 草津キャンパス（滋賀県草津市西渋川2-8-4[注釈 2]）

### 象徴
- 滋賀県立短期大学の学章は、篆刻化された「大學」の縦文字の下に長形六角形をV字型に2つ、かつ彦根城の亀甲を表す正六角形をその真ん中に1つ配している[注 58]。
- 学歌があり、永沢毅一が作詞・多田操が作曲していた[83]。

## 教育および研究

### 組織

#### 学科
彦根キャンパス
家政部
- 文科 入学定員40名[注 59]
- 家政学科 
  - 家政専攻 入学定員40名[注釈 37]
  - 被服専攻 入学定員40名[注釈 37]
- 食物学科 入学定員50名[注釈 37]
- 幼児教育学科 入学定員40名[注釈 37]

工業部
- 機械工学科 入学定員40名[注釈 37]
- 建築学科 入学定員40名[注釈 37]
- 工業化学科 入学定員40名[注釈 37]

看護部
- 第一看護学科→看護学科 入学定員40名[注 60]
- 第二看護学科 入学定員40名

草津キャンパス
農業部
- 農学科 入学定員40名[注釈 37]
- 農業土木学科 入学定員30名[注釈 37]
- 農業経済学科 入学定員30名[注釈 37]

#### 専攻科
- なし

#### 別科
- なし

#### 取得資格について
教職課程
- 幼稚園教諭二種免許状：幼児教育学科
- 中学校教諭二種免許状[注 61]
  - 家庭
    - 家政学科
      - 被服専攻
      - 被服専攻

    - 食物学科

  - 保健
    - 家政学科
      - 家政専攻

  - 英語・国語：文科[14]
  - 職業
    - 農学科[注釈 38]
    - 農業経済科[注釈 38]
    - 農業土木科[注釈 38]
- 高等学校教諭免許状[注 62]
  - 家庭・保健：家政科[注 63]
  - 工業
    - 機械紡績科[注 64]
    - 建築科[注 65]
    - 化学染織科[注 66]

資格
- 栄養士：食物学科
- 測量士補：農業土木学科

受験資格
- 看護師：看護学科[注 67]
- 建築士：建築学科

#### 附属機関
- 環境科学研究所[93]
- 附属図書館[94]
- 附属農場[94]

### 研究
- 『滋賀県立短期大学学報』[95]

## 学生生活

### 部活動・クラブ活動・サークル活動
- 滋賀県立短期大学で活動していたクラブ活動[96]
  - 体育系：バスケットボール・バレーボール・テニス・バドミントン・ カヌー・硬式野球ほか
  - 文化系：茶道・華道・写真・マンドリンほか

### 学園祭
- 滋賀県立短期大学の学園祭は例年、11月に行われていた[97]。

### スポーツ
- 硬式野球が至って盛んで、かつて京滋リーグで活躍していた[94]。

## 大学関係者と組織

### 大学関係者一覧
歴代学長
- 川村多実二
- 日高敏隆

## 施設

### キャンパス

#### 彦根キャンパス
- 使用学科：家政学科（家政専攻・被服専攻）・食物学科・幼児教育学科[注 68]・看護学科
- 使用専攻科：なし
- 使用附属施設：附属図書館
- 交通アクセス：JR彦根駅からバスの便があった。琵琶湖付近にある現在の彦根市立病院がそれである。
- 設備：床面積およそ1,400m2、鉄筋コンクリート造で2階建[94]。

#### 草津キャンパス

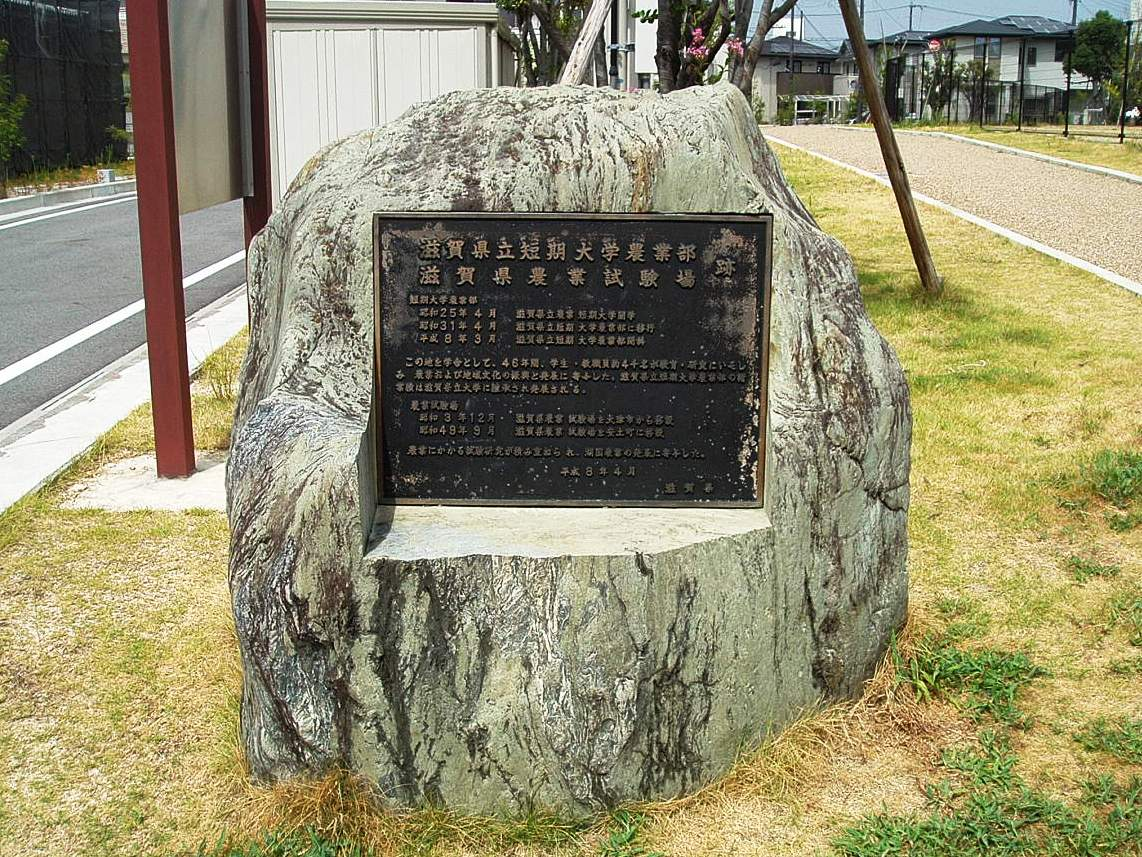
滋賀県立短期大学農業部・滋賀県農業試験場跡の碑（草津市西渋川）

- 使用学科：農学科・農業土木学科・農業経済学科
- 使用専攻科：なし
- 使用附属施設：附属農場
- 交通アクセス：JR東海道本線・草津線草津駅が最寄りの駅となっていた。
- 設備：東海道本線と草津線とが分岐するあたりにキャンパスがあった。床面積はおよそ348m2と本部に比べれば狭小であった[94]。

### 学生食堂
- 滋賀県立短期大学の学生食堂（学食）は、本部である彦根キャンパスに設置されていた[94]。

### 寮
- 滋賀県立短期大学の寮は、家政部学生用の「さざなみ寮」と農業部学生用の「叡風寮」があった[88]。

## 対外関係

### 他大学との協定
- アメリカランシングコミュニティカレッジ：1986年度より開始された。

### 系列校
- 滋賀県立農業短期大学

## 卒業後の進路について

### 就職について
- 学科により多少異なるが、製造業やサービス業への就職者が多かったものとなっている。看護学科及び第一看護学科・第二看護学科では彦根市立病院・市立長浜市病院・近江八幡市立病院・長浜赤十字病院・大津赤十字病院・滋賀医科大学医学部附属病院などに就職している。工業部各学科では建設業、農業部各学科では農業・林業・漁業関連、幼児教育学科では保育者としてそれぞれ活躍している[94]。

### 編入学・進学実績
- 金沢大学養護教諭特別別科・滋賀医科大学・兵庫県立看護大学・西南女学院大学・島根県立看護短期大学専攻科・岐阜医療技術短期大学専攻科ほか[98]
- その他、ミシガン州内の大学への3年次編入学制度もあった[99]。

## 附属学校
- 滋賀県立短期大学附属幼稚園を擁していた。

## 関連サイト
- 滋賀県立大学#沿革